# کوبیله ویلکیه
کوبیله ویلکیه (به لهستانی:  Kobiele Wielkie) یک روستا در لهستان است که در گمینا کوبیله ویلکیه واقع شده‌است.
 کوبیله ویلکیه  ۸۰۰ نفر جمعیت دارد.